# Palinurus

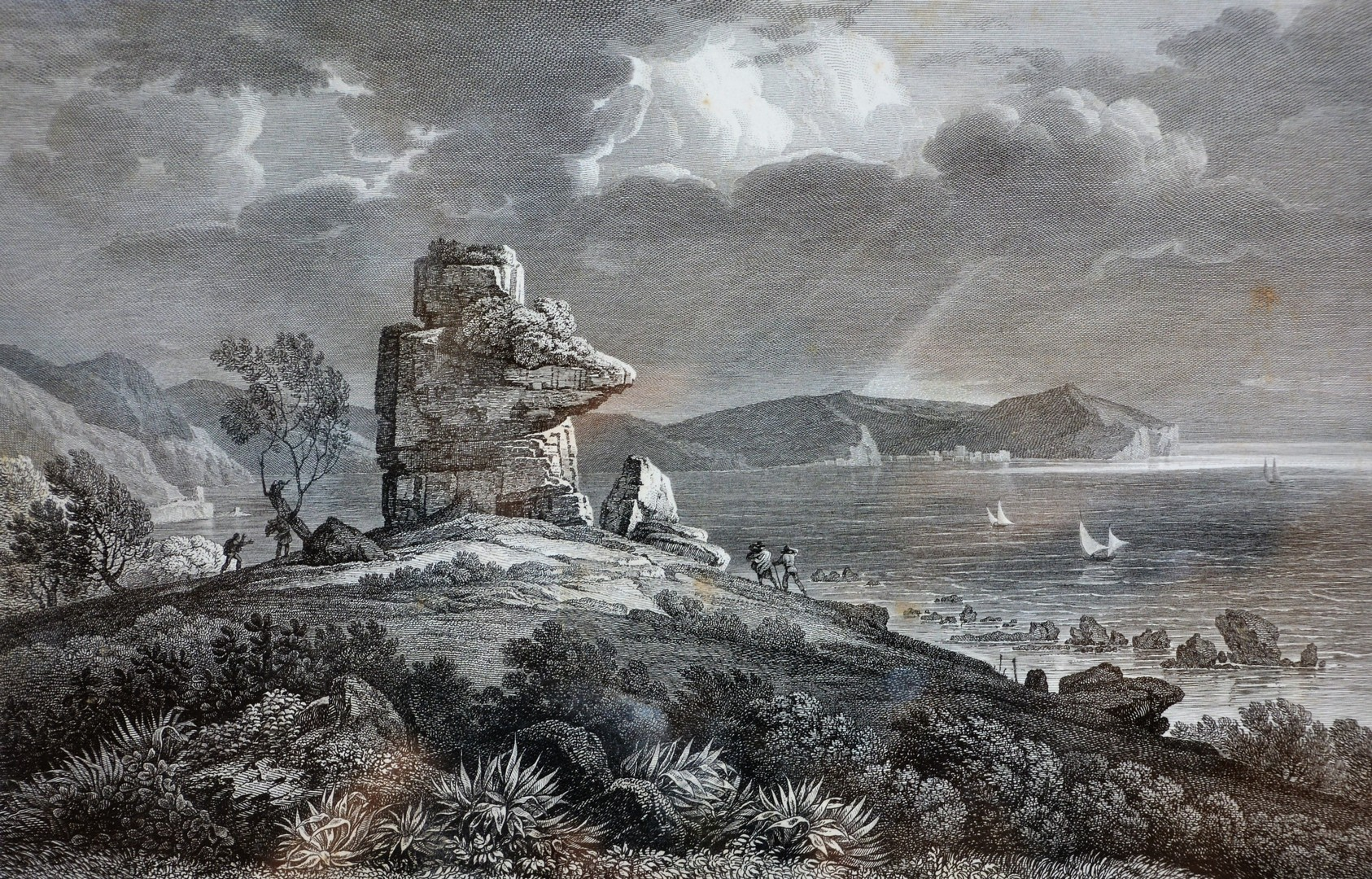
Kenotaph des Palinurus (Wilhelm Friedrich Gmelin, 1819)

Palinurus (altgriechisch Παλίνουρος) ist eine Gestalt aus der römischen Mythologie. Palinurus ist der zuverlässige und umsichtige Steuermann des Aeneas auf dessen Irrfahrt vom zerstörten Troja nach Italien. 
Im fünften Buch der Aeneis, Aeneas ist seinem Ziel schon nahe, wendet sich Venus, die Mutter des Aeneas, an den Meeresgott Neptun, um ihn um sichere Fahrt für ihren Sohn zu bitten. Neptun beruhigt sie, nur ein Mann aus der Besatzung des Aeneas werde noch auf See zu Schaden kommen, ein Opfer für viele. Wenig später zeigt sich, dass es Palinurus ist: Somnus, der Schlafgott, legt sich über ihn, und trotz anfänglichem Widerstand kann er ihn in Schlaf senken. Schlafend stürzt Palinurus von Bord.
Von seinem weiteren Schicksal erfährt Aeneas (und mit ihm der Leser) beim Abstieg in die Unterwelt im sechsten Buch, wo er ihn unter den Unbegrabenen wiedersieht: Palinurus trieb drei Tage auf dem mitgerissenen Ruder übers Meer und strandete schließlich an der Küste von Lukanien. Kaum glaubte er sich gerettet, wurde er von den Bewohnern der Gegend erschlagen. Die Sibylle verheißt ihm, ein Nachbarvolk werde ihn bestatten und ihm einen Kult errichten.
Nach antiken Quellen ist das Vorgebirge Kap Palinuro im Cilento nach ihm benannt.